# 小章乡
小章乡，是中华人民共和国湖南省湘西土家族苗族自治州泸溪县下辖的一个乡镇级行政单位。

## 行政区划
小章乡下辖以下地区：
梓木坪村、大水坪村、川洞村、白泥塘村、瓦槽村、烟竹坪村和小章村。